# Фольц, Ричард
Ричард Фольц (англ. Richard Foltz, род. 19 апреля 1961, Колумбус, Огайо, США) — канадский учёный американского происхождения, специализирующийся на истории «Большого Ирана» и истории религии (в частности зороастризма и ислама).

## Биография
Ричард Фольц родился в штате Огайо.
В 1988 году окончил Университет Юты по специальностям «прикладная лингвистика» и TESOL (преподавание английского языка для иноязычных студентов). Получил учёную степень доктора философии по истории Ближнего Востока в Гарвардском университете.
Ричард преподавал английский язык для иностранцев в Лос-Анджелесе, а потом – в Гарвардском университете.
Преподавал в Кувейтском, Брауновском, Колумбийском и Флоридском университетах. Является профессором кафедры религиоведения и культур в Университете Конкордия в Монреале.
Автор многих работ по истории Средней Азии. Его книга «История таджиков: иранцы Востока» является первым исследованием по истории таджиков, начиная с глубокой древности до наших дней, написанная западным историком.
Он также проводил исследования по истории и культуре осетин. В 2020 году он пишет первую книгу на английском языке об истории и культуре Осетии.
Фольц в своих работах подчеркивает важность иранской цивилизации в мировой истории, особенно в области религии. Он также написал об экологической этике и о защите прав животных, в частности, в контексте исламской традиции и мусульманских культур.
В мае 2019 года на историческом факультете Московского Государственного университета профессор кафедры религиоведения и культур Университета Конкордия (Канада) Ричард Фольц читал лекцию на тему "Tajiks and Their Ancestors in the Tajikistan Today: Problems and Prospects"

## Личная жизнь
Дети от первого брака: Шахзад, Персия, Биджан.
С 2020 года Ричард женат на россиянке Фатиме Кургуевой, осетинского происхождения от которой имеет сына Роджера Алан Фольца.

## Научные труды

### Монографии
- Mughal India and Central Asia. — Karachi: Oxford University Press, 1998.
- Animals in Islamic Tradition and Muslim Cultures. — Oxford: Oneworld Publications[англ.], 2006.
- Religions of the Silk Road: Premodern Patterns of Globalization, revised 2nd edition. — New York: Palgrave Macmillan, 2010.
- Religions of Iran: From Prehistory to the Present. — London: Oneworld Publications[англ.], 2013.
- Iran in World History. — New York: Oxford University Press, 2016.
- A History of the Tajiks: Iranians of the East. — London: Bloomsbury, 2019.
- The Ossetes: Modern-Day Scythians of the Caucasus. — London: Bloomsbury, 2021.

### Статьи на русском
- «Таджикский язык и идентичность в современном Узбекистане», Туран-наме, 6/2 (2022), c. 65-80.
- «Васо Абаев и языковой разрыв между русскими и западными иранистическими традициями», Кавказ Форум, 3/10 (2020), c. 26-37.
- «Что означает термин „Таджик“?», Весь мир — тело, Иран — сердце…, р. Сафар Абдулло, Алматы, 2019, c. 100—111.
- «Тюрки: строители империй и защитники персидской культуры», Духовно-исторические связи народов Ирана и Дашти Кипчака, р. Сафар Абдулло, Алматы, Издательский дом «Библиотека Олжаса», 2018, c. 63-86.
- «Ричард Фрай и История Таджиков» // Муаррих/Историк 2/6 (2016): c. 73-79.